# 安托諾夫An-14
安托諾夫 An-14 Pchelka （俄文: «Пчелка»， "Little Bee"，小蜜蜂，北約代號："Clod"，寒冷）。首飛於1958年3月15日，是一架蘇聯製的多功能短程起降（STOL）飛機。特色是懸吊在機翼上的兩個擁有300匹馬力輸出的 Ivchenko AI-14RF星形發動機，自1966年到1974年一共製造了332架，而原先計畫讓雙翼式的An-2退役並以An-14來取代的規畫並未成功，一直到了1990年An-2還是持續的接受訂製。後來An-14改款成An-28並使用渦輪發動機，之後生產線移轉到波蘭的PZL Mielec公司並更名為PZL M28 Skytruck和PZL M28B Bryza（微風）。

## 性能
参考资料：Soviet Transport Aircraft since 1945
基本信息
- 机组：2名
- 容量：6-8名乘員或720公斤以內的貨物
- 展弦比：12.15:1

性能

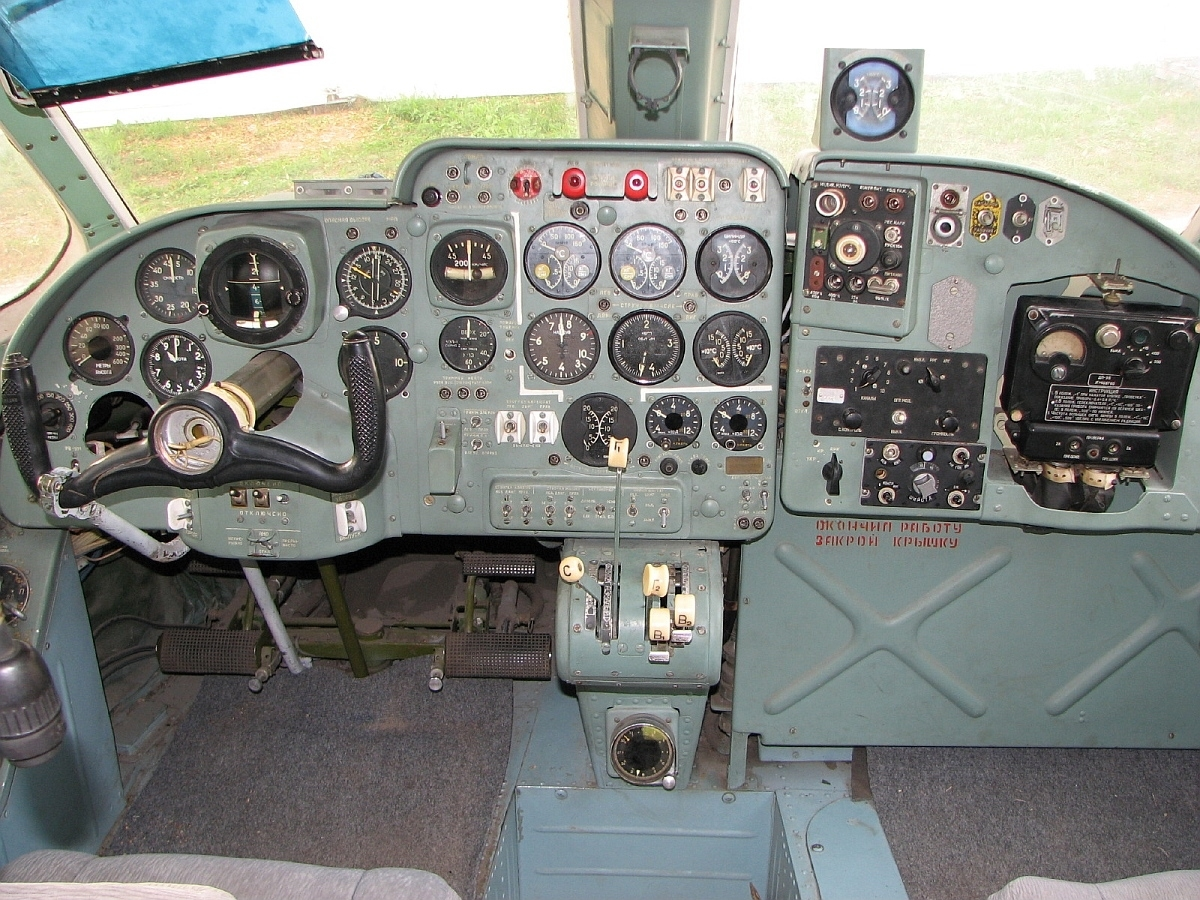
An-14駕駛艙

- Landing Speed:  80公里/小時 （43節, 50英里/每小時）
- Landing Roll: 110公尺 （360英呎）
- Takeoff Roll:  60公尺 （200英呎，煞車制動時）– 110公尺 （360英呎，自然滑行時）
- Cabin size: 3.1 x 1.53 x 1.6公尺 （10.17 x 5.2 x 5.23英呎）

## 使用國家或地區
| 國家（地區） | 使用單位       | 備註                      |
| ------------ | -------------- | ------------------------- |
| 阿富汗       | 阿富汗空軍     | 使用時間：1895年-1991     |
| 吉爾吉斯     | 保加利亞空軍   |                           |
| 東德         | 東德空軍       |                           |
| 蒙古         | 蒙古國人民空軍 | 使用時間：1970年初期-1980 |
| 幾內亞       | 幾內亞軍方     |                           |
| 幾內亞比索   |                |                           |
| 蘇聯         | 蘇聯空軍       |                           |
|              | 俄羅斯航空     |                           |

## 外部連結
- Walkaround An-14 from Aviatechnical museum, Lugansk, Ukraine（页面存档备份，存于）
- Walkaround An-14 from Civil Aviation Museum, Ulyanovsk, Russia（页面存档备份，存于）